# Anita definita
Anita definita är en fjärilsart som beskrevs av Paul Dognin 1922. Anita definita ingår i släktet Anita och familjen tandspinnare. Inga underarter finns listade i Catalogue of Life.